# Сан Надзаро Сезия
Сан Надза̀ро Сѐзия (на италиански: San Nazzaro Sesia, на местен диалект: la Badìa, ла Бадия) е село и община в Северна Италия, провинция Новара, регион Пиемонт. Разположено е на 153 m надморска височина. Населението на общината е 719 души (към 2014 г.).